# SAIFI
SAIFI (англ. System Average Interruption Frequency Index) — индекс средней частоты отключений по энергосистеме, который показывает как часто средний потребитель испытывает перерыв в электроснабжении за определённый промежуток времени.

## Расчет индекса
Согласно международному стандарту 1366 IEEE Guide for Electric Power Distribution Reliability Indices, математически индекс может быть описан как:
{\displaystyle {\mbox{SAIFI}}={\frac {\sum {\mbox{Общее количество длительно отключенных потребителей}}}{\mbox{Общее количество обслуживаемых потребителей}}}}
Для расчета индекса используется следующее уравнение:
{\displaystyle {\mbox{SAIFI}}={\frac {\sum _{i=1}^{n}{N_{i}}}{\sum {N_{t}}}}},
где: i — число перерывов, от 1 до n; Ni — число потребителей в системе, где был перерыв в электроснабжении (i); Nt — общее количество потребителей в системе.
SAIFI измеряется в количестве отключений на потребителя.

## В Российской энергосистеме
В Российской энергетике показатель надежности (индекс) обозначается как Пsaifi, расчет которого производится с 2016 года согласно методике расчета по приказу Министерства энергетики № 1256. В целом по Российской Федерации за 2018 год по сравнению с 2017-м снизился на 8 % (с 1,09 до 1,00).